# Ashiq Ali
Ashiq Ali (en azerí: Aşıq Alı o Aşıq Qızılvəngli; Gizilvang, 1801 - Gizilvang, 1911) fue uno de los representantes de la poesía de ashiq de Azerbaiyán del siglo XIX.

## Biografía
Ashiq Ali nació en el año 1801 en el pueblo de Gizilvang (en 1978 el pueblo se llamó Makenis), ubicado en las cercanías del Lago Seván, en el Kanato de Ereván. En varias fuentes, incluidos los escritos de Farman Karimzade, Shamil Asgarov y Ali Amirov, se menciona que es kurdo. El investigador Mashallah Khudubeyli agregó que Ashiq Ali era originario de Goycha.
Ashiq Ali inició sus estudios de música a la edad de 16-17 años y se hizo famoso en un breve tiempo. Tuvo muchos alumnos. El más famoso de ellos fue Ashiq Alasgar, uno de los representantes más conocidos de la poesía ashig azerbaiyana del siglo XIX.
Ashig Ali escribió poemas en géneros como garayli, qoshma, tajnis, divani y mukhammas. Todos los poemas de Ashig Ali aún no se han publicado como una colección, pero se han publicado poemas individuales.
Ashiq Ali falleció en 1911 en el pueblo Gizilvang.